# Napf-Gallertträne
Die Napf-Gallertträne (Dacrymyces tortus) ist eine Pilzart aus der Familie der Tränenpilzverwandten (Dacrymycetaceae). Wie auch die meisten anderen Gallerttränen bildet sie gelatinöse, gelbliche Fruchtkörper aus und wächst als Saprobiont auf totem, entrindetem Nadelholz. Die Art ist aus der Holarktis sowie aus Neuseeland bekannt und fruktifiziert auf der Nordhalbkugel bei feuchtmilder Witterung das ganze Jahr über.

## Merkmale

### Makroskopische Merkmale
Die Napf-Gallertträne besitzt pustelförmige Fruchtkörper von fester, gallertartiger Textur und 0,5–4 mm Einzeldurchmesser. Die Basidiocarpien wachsen gesellig und dicht, verschmelzen aber anders als bei anderen Gallerttränen nicht miteinander. Anfangs sind sie konvex, später sinken sie napfartig in der Mitte ein. Sie sind frisch hyalin bis gelblich braun, oft zeigen sie einen gelblichen Schimmer. In trockenem Zustand bilden sie einen dünnen, schwärzlichen Film auf ihrem Substrat.

### Mikroskopische Merkmale
Die Hyphen und Probasidien der Art sind mit Schnallen versehen. Die dünnwandigen Sporen der Art sind schmal elliptisch bis wurstförmig. Sie sind 9–15 × 4–5 µm groß, nicht oder bis zu drei Mal quer septiert und hyalin.

## Ökologie
Die Napf-Gallertträne ist ein Saprobiont, der auf totem, vorzugsweise entrindetem Nadelholz wächst. Substrate sind unter anderem Kiefern (Pinus spp.) und Gemeine Fichten (Picea abies). Bei geeigneter feuchtmilder Witterung fruktifiziert die Art das ganze Jahr über.

## Verbreitung
Die Napf-Gallertträne ist in der Holarktis und in Neuseeland verbreitet. Sie wurde in verschiedenen europäischen Ländern und in den Vereinigten Staaten gefunden und ist wahrscheinlich überall selten.